# One Tower (Balneario Camboriú)
La One Tower es un rascacielos situado en la ciudad de Balneario Camboriú, en el sur de Brasil. Completada en diciembre de 2022, fue el edificio más alto del país y el segundo más alto de América del Sur hasta 2024, con 290 metros de altura y 77 plantas.